# Le Roman de monsieur de Molière
Le Roman de monsieur de Molière (en russe : Жизнь господина де Мольера) est un roman de l'auteur russe Mikhaïl Boulgakov écrit en 1933 et publié en 1962. Le livre exprime sa passion pour l’œuvre et le personnage du grand dramaturge français Molière. Dans le titre de l’œuvre, la juxtaposition du mot roman et du nom du personnage dont on raconte le roman pose un problème : il s’agit en effet d’un « personnage » historique, réel, dont la vie a pu être reconstituée à travers différents documents considérés comme fiables. L’emploi du mot roman peut avoir une première connotation : cette vie ressemble à un roman par ses innombrables péripéties et aventures diverses. Le choix du terme roman peut également signifier que celui qui parle, le biographe, a choisi de raconter cette vie en faisant un roman. La lecture de l’œuvre fait apparaitre que l’on peut admettre les deux explications : la vie de Molière a été une sorte de roman et Boulgakov s’est mis en position de narrateur omniscient pour la raconter. La question qui se pose est alors celle des éléments biographiques utilisés : un biographe ne peut pas raconter une vie entière dans le détail. Il lui est d’ailleurs impossible de connaître tous les détails d’une vie. Il doit donc faire des choix et trouver lui-même les éléments propres à créer une continuité.

## Résumé de l'œuvre
C'est le 13 janvier 1622 que naît à Paris Jean-Baptiste Poquelin, fils d'un tapissier du roi. Rétif à reprendre la charge paternelle, il fait preuve très tôt d'une passion pour le théâtre, lorsqu'il accompagne son grand-père maternel aux nombreux spectacles parisiens de plein air. Plus tard, le jeune homme est placé au collège de Clermont dirigé par les Jésuites et fait son instruction au côté de rejetons de la noblesse du royaume. Après avoir étudié le droit, il se tourne finalement vers le théâtre, prend le nom de Molière, se passionne pour la Commedia dell'arte et trouve son inspiration de comédien dans le jeu de Scaramouche. Il fonde sa première troupe de théâtre itinérant, l'Illustre Théâtre, à laquelle s'est jointe Madeleine Béjart qui devient sa compagne, et donne des représentations en province avec les heurs et malheurs des comédiens de son temps. D'abord tragique, le répertoire de la troupe privilégie ensuite la comédie, et connaît enfin le succès lorsque le comédien et directeur Molière se met à l'écriture des farces et des comédies qu'il met ensuite en scène. Ces dernières rencontrent l'approbation du public provincial, parmi l'aristocratie comme chez le peuple. C'est finalement à Montpellier où il trouve un seigneur protecteur, qu'il peut s'établir durablement et se faire une réputation qui lui permet de revenir ensuite à Paris et de se présenter à Philippe de France, frère du roi Louis XIV.
Le soir même où Molière donne, pour la première fois, une représentation en présence du roi Louis XIV à Paris, il annonce à sa compagne, l’une des meilleures actrices du théâtre, Madeleine Béjart, qu’il est amoureux de sa fille Armande Béjart et qu’il est résolu à l’épouser.
Plusieurs années s’écoulent. Molière est au sommet de sa gloire. Il vient d’écrire et de présenter Tartuffe devant le roi. L’Église et les aristocrates se sentent attaqués et ne pardonneront pas à Molière cette gifle. L’archevêque de Paris et la Compagnie du Saint-Sacrement décident de se venger. Louis XIV cède aux pressions et interdit la pièce Tartuffe qui ne sera finalement autorisée qu'en 1669 sous le titre Le Tartuffe ou l'Imposteur.
Molière meurt chez lui juste après la quatrième représentation du Malade Imaginaire. Armande sera obligée de supplier le roi Louis XIV pour que Molière soit enterré au cimetière et non dans la fosse commune comme l'étaient tous les acteurs à cette époque.